# Kamarazenei művek hárfára
Ezen az oldalon hárfára és egyéb hangszer(ek)re írt kamarazenei művek kerülnek felsorolásra:
- Elias Parish Alvars
  - Grande fantaisie brillante hárfára és zongorára (1838), Anna Bolena, La sonnambula és Lucia di Lammermoor c. Carl Czernyvel közösen komponált operákra
- François-Adrien Boieldieu
  - Duók hárfára és zongorára
    - No. 1 (1796)
    - No. 2 (1796)
    - No. 3 (c. 1800), elveszett

  - Ária és kilenc variáció hárfára és zongorára (1803), elveszett
- Claude Debussy
  - Chansons de Bilitis zenéje két fuvolára, hárfára és cselesztára, L. 96 (1900-1)
  - Danses hárfára és vonósnégyesre, L. 103 (1904)
  - Szonáta hárfára, fuvolára és brácsára, L. 137 (1915)
- Jan Ladislav Dussek
  - F-dúr hárfa-zongora duó, C. 63 (c. 1789)
  - F-dúr hárfa-zongora duetto, C. 102 (1794)
  - Két darab hárfára, hegedűre és csellóra (1797)
    - No. 1 Esz-dúr, C. 147
    - No. 2 B-dúr, C. 148

  - Esz-dúr duett hárfára és zongorára, C. 170 (1799)
  - Két duettino hárfára és zongorára (c. 1802)
    - No. 1 C-dúr, C. 189
    - No. 2 F-dúr, C. 190

  - Három Duo concertante hárfára és zongorára
  - No. 1 B-dúr, C. 234 (1810)
  - No. 2 Esz-dúr, C. 239 (1811)
  - No. 3 F-dúr, C. 243 (1811)
- Jean-Baptiste Krumpholz
  - 6 hegedű-hárfa szonáta, Op. 1 (c. 1775)
  - 4 hegedű-nagybőgő-kürtduett-hárfa szonáta, Op. 3 (c. 1776)
  - 6 hárfaszonáta, Op. 8 (c. 1780), nos. 1-5 hegedűvel vagy fuvolával
  - Collection de pièces de différens genres distribuées en 6 sonates zongorával, Opp. 13-14 (c. 1788)
  - 4 Sonates en forme de scènes de différens caractères zongorával, Op. 15 (c. 1788)
  - 3 Sonates … dont la 1er en forme de scène hegedűvel, Op. 17 (c. 1789)
  - 2 Sonates en forme de scènes zongorával, Op. 18 (c. 1789)
  - Andante hárfára és hegedűre, Op. 19 (c. 1789)
- Théodore Labarre
  - Duók hárfára és kürtre
  - Trió hárfára, kürtre és fagottra, Op. 6
  - Grand duo du couronnement hárfára és zongorára, Op. 104 (1841)
  - Jópár szalondarab hárfára és zongorára
  - Románc hegedűre és zongorára
- Charles Oberthür
  - Orpheus, Op. 253 hárfára és zongorára
- Francesco Petrini
  - Ária és variációk
    - Harmadik kollekció (1774) hárfára, hegedűre és oboára
    - Negyedik és ötödik kollekció, Opp. 12-13 (c. 1778) hárfára, hegedűre és oboára
    - Hatodik kollekció, Op. 14 (1778) hárfára, fagottra és csellóra

  - 3 prelűd hárfára és Basso Continuóra
- Maurice Ravel
  - Bevezetés és Allegro hárfára, fuvolára, klarinétra és vonósnégyesre (1905)
- Albert Roussel
  - Sérénade fuvolára, vonóstrióra és hárfára, Op. 30 (1925)
- Camille Saint-Saëns
  - Fantázia hegedűre és hárfára, Op. 124
- Carlos Salzédo
  - The Enchanted Isle (1918)
  - Hárfaverseny No. 1 (1926)
  - Hárfaverseny No. 2 (1953)
- Louis Spohr – sok esetben a hárfa húrjait egy fél hanggal mélyebbre kell hangolni, viszont a kotta egy fél hanggal magasabbra van írva
  - Hárfa-hegedű szonáták
    - No. 1 c-moll, WoO 23 (1805)
    - No. 2 B-dúr, Op. 16 (1806)
    - No. 3 e/f-moll, WoO 27 (c. 1806)
    - No. 4 D/Esz-dúr, Op. 113 (1806)
    - No. 5 D/Esz-dúr, Op. 114 (1811)
    - No. 6 G/Asz-dúr, Op. 115 (1809)
    - No. 7 G/Asz-dúr, WoO 36 (1819), lost

  - G-dúr szonátatétel hárfára és hegedűre, WoO 24 (1805), incomplete
  - G-dúr bevezetés hárfára és hegedűre, WoO 25 (1805)
  - e/f-moll trió hegedűre, csellóra és hárfára, WoO 28 (1806)
  - e/f-moll rondó hegedűre, csellóra és hárfára, WoO 33 (1813), lost
  - Händel és Vogler-variációk h/c-moll, A/B-dúr, Op. 118 (1814)
- Igor Stravinsky
  - Epitaphium fuvolára, klarinétra és hárfára (1959)